# Jagiellonia Białystok w sezonie 1971/1972

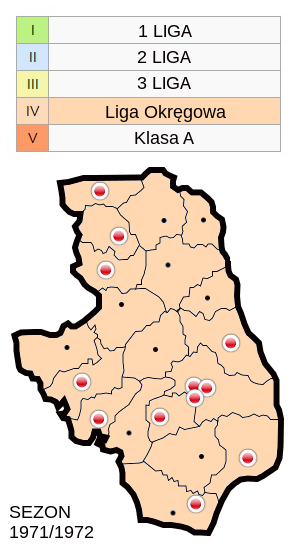
BOZPN - Zespoły występujące w Lidze Okręgowej w sezonie 1971/72

Jagiellonia Białystok przystąpiła do rozgrywek Ligi Okręgowej Białostockiego OZPN.

## IV poziom rozgrywkowy
Jagiellonia stawała się coraz mocniejsza kadrowo, została zasilona kilkoma piłkarzami z Włókniarza Białystok oraz młodymi wychowankami Sławek Tołkacz, Bakun, Mojsiuszko, Wołoszyn. W przerwie zimowej nastąpiła zmiana trenera, nowym szkoleniowcem "Jagi" został Grzegorz Bielatowicz. Drużyna pierwszy raz wyjechała do Krynicy na obóz przygotowawczy, tam rozgrywała mecze z silniejszymi rywalami. W trakcie rundy wiosennej odbywały się mecze kontrolne, jednym z rywali była 1-ligowa Odra Opole.

Sezon był udany, drużyna była coraz silniejsza i bardziej doświadczona. Zespół zaliczył dobre występy w Pucharze Polski, gdzie odpadł w półfinale wojewódzkim z III-ligowym Włókniarzem Białystok.
Z ważnych wydarzeń sportowych w regionie, należy odnotować otwarcie nowego stadionu Gwardii Białystok. Otwarcie nastąpiło dnia 5 października 1971r., stadion mógł pomieścić około 30000 kibiców i był największym i najnowocześniejszym obiektem na wschodzie Polski.

Jagiellonia przejęła obiekty przy ul.Jurowieckiej 21, klub był wielosekcyjny, oprócz sekcji piłki nożnej najprężniejszą była lekkoatletyka.

## Końcowa tabela Ligi Okręgowej - Białostocki OZPN
| Lp. | Drużyna                | M  | Z  | R | P  | Bramki | Bramki | Różn. | Pkt. | Uwagi          |
| --- | ---------------------- | -- | -- | - | -- | ------ | ------ | ----- | ---- | -------------- |
| 1   | Mazur Ełk              | 22 | 18 | 4 | 0  | 60     | 10     | +50   | 40   | Awans III liga |
| 2   | Gwardia Białystok      | 22 | 16 | 4 | 2  | 63     | 19     | +44   | 36   |                |
| 3   | Jagiellonia Białystok  | 22 | 11 | 8 | 3  | 40     | 17     | +23   | 30   |                |
| 4   | Husar Nurzec           | 22 | 10 | 4 | 8  | 53     | 28     | +25   | 24   |                |
| 5   | Sokół Sokółka          | 22 | 9  | 5 | 8  | 36     | 32     | +4    | 23   |                |
| 6   | Cresovia Gołdap        | 22 | 9  | 2 | 11 | 26     | 48     | -22   | 20   |                |
| 7   | Włókniarz II Białystok | 22 | 8  | 3 | 11 | 28     | 44     | -16   | 19   |                |
| 8   | Puszcza Hajnówka       | 22 | 7  | 4 | 11 | 40     | 44     | -4    | 18   |                |
| 9   | ZKS Zambrów            | 22 | 5  | 7 | 10 | 24     | 38     | -14   | 17   |                |
| 10  | ŁKS Łomża*             | 22 | 5  | 5 | 12 | 24     | 38     | -14   | 17   |                |
| 11  | Pogoń Łapy*            | 22 | 7  | 1 | 14 | 27     | 40     | -13   | 15   | Spadek kl.A    |
| 12  | Czarni Olecko          | 22 | 3  | 1 | 18 | 22     | 70     | -48   | 7    | Spadek kl.A    |

(*) - Zgodnie z regulaminem, w przypadku takiej samej ilości punktów, rozegrano dodatkowy mecz: ŁKS Łomża : Pogoń Łapy 3:0.

## Skład, statystyka, transfery
| Nr | Zawodnik              | Poz. | Data ur.   | Wz.  | Mecze | Br. | Transfer z/do               | Ostatni klub        |
| -- | --------------------- | ---- | ---------- | ---- | ----- | --- | --------------------------- | ------------------- |
|    | Jerzy Szurmiej        | OB   | b.d.       | -    | -     | -   |                             | b.d.                |
|    | Tadeusz Wiśniewski    | OB   | ?.?.1947   | -    | -     | -   | 71(j) z ?                   | b.d.                |
|    | Sławomir Tołkacz w    | OB   | ?.?.1955   | -    | -     | -   |                             | wychowanek          |
|    | Eugeniusz Guzowski    | OB   | b.d.       | -    | -     | -   |                             | b.d.                |
|    | Ryszard Chrzanowski w | OB   | 24.08.1948 | 1,78 | -     | -   |                             | wychowanek          |
|    | Jerzy Stankiewicz w   | OB   | b.d.       | -    | -     | -   | 71(j) z ?                   | wychowanek          |
|    | Henryk Pasierski      | PO   | 5.02.1943  | -    | -     | -   | 71(j) z Włókniarz Białystok | Włókniarz Białystok |
|    | Adam Bielawski        | PO   | b.d.       | -    | -     | -   | 71(j) z ?                   | b.d.                |
|    | Teodor Andrzejewski   | PO   | b.d.       | -    | -     | -   | 71(j) z ?                   | b.d.                |
|    | Jan Giełażyn          | PO   | b.d.       | -    | -     | -   | 71(j) z ?                   | b.d.                |
|    | Leon Zińczuk          | NA   | ?.?.1947   | -    | -     | -   | 71(j) z ?                   | b.d.                |
|    | Andrzej Kupiński      | NA   | b.d.       | -    | -     | -   | 71(j) z ?                   | b.d.                |
|    | Antoni Zubski         | NA   | b.d.       | -    | -     | -   |                             | b.d.                |
|    | Jerzy Bołtuć          | BR   | ?.?.1951   | -    | -     | -   |                             | Gwardia Białystok   |
|    | Jantos                | PO   | b.d.       | -    | -     | -   | 71(j) z ?                   | b.d.                |
|    | Grzegorz Szymański    | OB   | 21.02.1939 | -    | -     | -   | 71(j) koniec kariery        | b.d.                |
|    | Andrzej Radziwoński   | OB   | b.d.       | -    | -     | -   | 71(j) do ?                  | b.d.                |
|    | Wincenty Pejko        | PO   | b.d.       | -    | -     | -   | 71(j) do ?                  | b.d.                |
|    | Zdzisław Szaja        | PO   | b.d.       | -    | -     | -   | 71(j) do ?                  | b.d.                |
|    | Ryszard Święcicki     | NA   | b.d.       | -    | -     | -   | 71(j) do ?                  | b.d.                |
|    | Cezary Szafranowski   | NA   | b.d.       | -    | -     | -   | 71(j) do ?                  | b.d.                |
|    | Wondołowski           | NA   | b.d.       | -    | -     | -   | 71(j) do ?                  | b.d.                |

## Mecze
| Mecze i wyniki | Mecze i wyniki       | Mecze i wyniki         | Mecze i wyniki | Mecze i wyniki | Mecze i wyniki           | Mecze i wyniki | Mecze i wyniki                                                          | Poz w lidze. | Poz w lidze. | Poz w lidze. |
| Lp. | Data                 | Rozgrywki              | F.             | D/W            | Przeciwnik               | Wynik          | Strzelcy bramek                                                         | M.           | P.           | Br.          |
| --- | -------------------- | ---------------------- | -------------- | -------------- | ------------------------ | -------------- | ----------------------------------------------------------------------- | ------------ | ------------ | ------------ |
| 1 539 | 08.08.1971 Białystok | Liga Okr. - 1 kol.     | 400            | D              | Czarni Olecko            | 3:0            | Szaja 25' Zińczuk 25' 8'                                                | 2            | 2            | 3:0          |
| 2 540 | 14.08.1971 Hajnówka  | Liga Okr. - 2 kol.     | 1000           | W              | Puszcza Hajnówka         | 2:1            | Szurmiej 90'                                                            | 3            | 2            | 4:2          |
| 3 541 | 22.08.1971 Białystok | Liga Okr. - 3 kol.     | 800            | D              | Gwardia Białystok        | 2:1            | Zubski 38' Zińczuk 43'                                                  | 3            | 4            | 6:3          |
| 4 542 | 29.08.1971 Ełk       | Liga Okr. - 4 kol.     | 500            | W              | Mazur Ełk                | 1:0            |                                                                         | 3            | 4            | 6:4          |
| 5 543 | 05.09.1971 Białystok | Liga Okr. - 5 kol.     | 400            | D              | Sokół Sokółka            | 2:1            | Radziwoński 10', Szaja 17'                                              | 3            | 6            | 8:5          |
| 6 544 | 12.09.1971 Gołdap    | Liga Okr. - 6 kol.     | 500            | W              | Cresovia Gołdap          | 0:4            | Zubski 15' 60' Wądołowski 60' Szafrański 89'                            | 3            | 8            | 12:5         |
| | 19.09.1971 Białystok | Liga Okr. - 7 kol.     | -              | D              | Pogoń Łapy               | (przeł.)       |                                                                         |              |              |              |
| 7 545 | 26.09.1971 Nurzec    | Liga Okr. - 8 kol.     | -              | W              | Husar Nurzec             | 1:1            | Szurmiej 20'                                                            | 3            | 9            | 13:6         |
| 8 546 | 03.10.1971 Białystok | Liga Okr. - 9 kol.     | 800            | D              | Włókniarz II Białystok   | 0:0            |                                                                         | 3            | 10           | 13:6         |
| 9 547 | 10.10.1971 Zambrów   | Liga Okr. - 10 kol.    | 100            | W              | ZKS Zambrów              | 0:1            | Bielawski 75'                                                           | 3            | 12           | 14:6         |
| 10 548 | 17.10.1971 Białystok | Liga Okr. - 11 kol.    | -              | D              | ŁKS Łomża                | 5:1            | Bielawski x2, Zubski x2, Radziwoński                                    | 3            | 14           | 19:7         |
| 11 | 24.10.1971 Białystok | PP OKR. II rzut        | -              | W              | Husar II Nurzec          | 2:5            | b.d.                                                                    | awans        | awans        | awans        |
| 12 549 | 27.10.1971 Białystok | Okr. - 7 kol.(zaległa) | -              | D              | Pogoń Łapy               | 1:1            | Wiśniewski 80'                                                          | 3            | 15           | 20:8         |
| 13 | 10.11.1971 Białystok | PP OKR. III rzut       | -              | W              | Gwardia Białystok        | 0:1            | Stankiewicz 89'                                                         | awans        | awans        | awans        |
| 14 | 21.11.1971 Białystok | PP OKR. IV rzut        | -              | D              | Puszcza Hajnówka         | 6:1            | Bielawski 6’ Stankiewicz 10’ Zińczuk 17’ Guzowski 49’81’ Wiśniewski 65’ | awans        | awans        | awans        |
| 15 550 | 09.04.1972 Olecko    | Liga Okr. - 12 kol.    | 700            | W              | Czarni Olecko            | 0:0            |                                                                         | 3            | 16           | 20:8         |
| 16 551 | 16.04.1972 Białystok | Liga Okr. - 13 kol.    | 300            | D              | Puszcza Hajnówka         | 1:1            | Andrzejewski 38'                                                        | 3            | 17           | 21:9         |
| 17 552 | 23.04.1972 Białystok | Liga Okr. - 14 kol.    | 700            | W              | Gwardia Białystok        | 1:1            | Zińczuk 53'                                                             | 3            | 18           | 22:10        |
| 18 553 | 30.04.1972 Białystok | Liga Okr. - 15 kol.    | -              | D              | Mazur Ełk                | 1:1            | b.d.                                                                    | 3            | 19           | 23:11        |
| 19 554 | 07.05.1972 Sokółka   | Liga Okr. - 16 kol.    | 500            | W              | Sokół Sokółka            | 4:1            | Zińczuk 42'                                                             | 3            | 19           | 24:15        |
| 20 555 | 14.05.1972 Białystok | Liga Okr. - 17 kol.    | 300            | D              | Cresovia Gołdap          | 6:0            | Bielawski 35' 40' Kupiński 59' Zińczuk 72' Pasierski 74' Zubski 90'     | 3            | 21           | 30:15        |
| 21 556 | 21.05.1972 Łapy      | Liga Okr. - 18 kol.    | 300            | W              | Pogoń Łapy               | 0:4            | Guzowski 20' 44' 52' Bielawski 45'                                      | 3            | 23           | 34:15        |
| 22 557 | 28.05.1972 Nurzec    | Liga Okr. - 19 kol.    | 500            | D              | Husar Nurzec             | 0:0            |                                                                         | 3            | 24           | 34:15        |
| 23 558 | 01.06.1972 Białystok | Liga Okr. - 20 kol.    | 500            | W              | Włókniarz II Białystok   | 0:2            | Zubski 60' 80'                                                          | 3            | 26           | 36:15        |
| 24 559 | 04.06.1972 Białystok | Liga Okr. - 21 kol.    | -              | D              | ZKS Zambrów              | 2:1            | Zubski 43' Andrzejewski 70'                                             | 3            | 28           | 38:16        |
| 25 560 | 11.06.1972 Łomża     | Liga Okr. - 22 kol.    | -              | W              | ŁKS Łomża                | 1:2            | b.d.                                                                    | 3            | 30           | 40:17        |
| 26 | 14.06.1972 Białystok | PP OKR. V rzut         | -              | D              | Ruch Wysokie Mazowieckie | 4:0            | Zińczuk 10' Zubski 22' Tołkacz 70' Szurmiej 85'                         | awans        | awans        | awans        |
| 27 | 20.06.1972 Białystok | PP OKR. 1/2            | -              | D              | Włókniarz Białystok      | 0:1            |                                                                         | odpadnięcie  | odpadnięcie  | odpadnięcie  |
| - rozgrywki ligowe, - rozgrywki pucharu polski, - rozgrywki pucharu ligi, - rozgrywki ligi europejskiej, - mecze barażowe lub eliminacyjne, - inne. Liczba meczów w sezonie:1 2 (wszystkie mecze na najwyższym poziomie rozgrywkowym)3 (wszystkie mecze w rozgrywkach ligowych bez baraży) , Puchar Polski: 2 (mecze Pucharu Polski na szczeblu centralnym)3 (wszystkie mecze w Pucharze Polski) |                      |                        |                |                |                          |                |                                                                         |              |              |              |

## Mecze towarzyskie
| Mecze i wyniki | Mecze i wyniki      | Mecze i wyniki | Mecze i wyniki | Mecze i wyniki | Mecze i wyniki                | Mecze i wyniki | Mecze i wyniki  |
| Lp.            | Data, Kraj, Miasto  | Mecze          | Frekw.         | D/W            | Przeciwnik                    | Wynik          | Strzelcy bramek |
| -------------- | ------------------- | -------------- | -------------- | -------------- | ----------------------------- | -------------- | --------------- |
| 1              | ?.03.1974 Muszyna   | sparing        | -              | W              | Odra Opole (1 poziom)         | 4:3            |                 |
| 2              | ?.03.1974 Muszyna   | sparing        | -              | W              | Unia Tarnów (3 poziom)        | 3:1            |                 |
| 2              | ?.03.1974 Muszyna   | sparing        | -              | W              | Boruta Zgierz (4 poziom)      | 3:3            |                 |
| 3              | ?.03.1974 Muszyna   | sparing        | -              | W              | Sandecja Nowy Sącz (3 poziom) | 2:1            |                 |
| 4              | ?.03.1974 Nowy Sącz | sparing        | -              | W              | Sandecja Nowy Sącz (3 poziom) | 1:1            |                 |
| 5              | ?.03.1974 Muszyna   | sparing        | -              | W              | Warta Zawiercie (4 poziom)    | 3:0            |                 |
| 6              | 1.05.1974 Białystok | Tow.           | 4000           | D              | Odra Opole (1 poziom)         | 0:0            |                 |